# 이슈야

이슈야(issuya), 이슈야(https://issuya.com)는 2019년 설립된 대한민국의 인터넷 커뮤니티이다.
'세상의 모든 이슈'라는 슬로건으로 이슈를 주로 다루는 곳이었으나, 현재는 분야를 확장하여 이슈, 유머, 걸그룹, BJ, 뉴스 등을 다루는 종합 커뮤니티로 발전하였다.2022년 12월 기준으로 대한민국 사이트 트래픽 랭킹으로 244위 규모의 사이트이다.
'세상의 모든 이슈'라는 슬로건처럼 정말 세상의 모든 이슈가 총망라 되어있다. 
사이트 상단에 보면 여러 조회수, 추천수, 댓글수에 따른 여러 이슈들이 랭킹 시스템으로 보여진다.
게시글에 비추천 기능이 없으며, 추천 기능만 있다.(댓글 포함)
정치색이 없는 커뮤니티라는 말 때문인지, 정치색을 띠는 게시물이나 댓글은 바로 차단되며, 게시자는 박제된다.